# Communauté de communes du Rhône aux Gorges de l’Ardèche
Die Communauté de communes du Rhône aux Gorges de l’Ardèche ist ein französischer Gemeindeverband mit Rechtsform einer Communauté de communes im Département Ardèche, dessen Verwaltungssitz sich in dem Ort Bourg-Saint-Andéol befindet. Er liegt am Südostrand des Département und umfasst den Unterlauf der Ardèche vom Austritt aus den Gorges de l’Ardèche bis zur Mündung in die Rhône. Der Ende 2003 gegründete Gemeindeverband besteht aus neun Gemeinden auf einer Fläche von 262,27 km². Präsident des Gemeindeverbandes ist Jean-Paul Croizier.

## Aufgaben
Zu den vorgeschriebenen Kompetenzen gehören die Entwicklung und Förderung wirtschaftlicher Aktivitäten und des Tourismus sowie die Raumplanung auf Basis eines Schéma de Cohérence Territoriale. Der Gemeindeverband bestimmt die Wohnungsbaupolitik. In Umweltbelangen betreibt er die Wasserversorgung, die Abwasserentsorgung (teilweise), die Müllabfuhr und -entsorgung und ist für den Hochwasserschutz an Rhone und Ardèche verantwortlich. Er betreibt außerdem die Straßenmeisterei und den Schulbusverkehr. Zusätzlich fördert der Verband Kulturveranstaltungen.

## Mitgliedsgemeinden
Folgende neun Gemeinden gehören der Communauté de communes du Rhône aux Gorges de l’Ardèche an:
| Gemeinde                                                | Einwohner 1. Januar 2022 | Fläche km² | Dichte Einw./km² | Code INSEE | Postleitzahl |
| ------------------------------------------------------- | ------------------------ | ---------- | ---------------- | ---------- | ------------ |
| Bidon                                                   | 256                      | 28,93      | 9                | 07034      | 07700        |
| Bourg-Saint-Andéol                                      | 7.506                    | 43,74      | 172              | 07042      | 07700        |
| Gras                                                    | 588                      | 56,68      | 10               | 07099      | 07700        |
| Larnas                                                  | 272                      | 13,50      | 20               | 07133      | 07220        |
| Saint-Just-d’Ardèche                                    | 1.611                    | 10,44      | 154              | 07259      | 07700        |
| Saint-Marcel-d’Ardèche                                  | 2.357                    | 36,12      | 65               | 07264      | 07700        |
| Saint-Martin-d’Ardèche                                  | 941                      | 5,53       | 170              | 07268      | 07700        |
| Saint-Montan                                            | 1.955                    | 33,18      | 59               | 07279      | 07220        |
| Viviers                                                 | 3.659                    | 34,15      | 107              | 07346      | 07220        |
| Communauté de communes du Rhône aux Gorges de l’Ardèche | 19.145                   | 262,27     | 73               | –          | –            |